# Pogonatum peruvianum
Pogonatum peruvianum là một loài Rêu trong họ Polytrichaceae. Loài này được Paris miêu tả khoa học đầu tiên năm 1900.